# Katahreza
Katahreza pomeni dajanje novih pomenov starim besedam oz. druženje besed, katerih (ustaljeni) pomeni med sabo (na splošno) niso združljivi. Katahreza je nekakšna protiprimera. 

## Primeri in razlage
1. primer
Značilen primer katahreze: Zob časa, ki je posušil že toliko solz, bo tudi te rane zarasel s travo. Trije tropi v prenesenem pomenu izražajo logično misel:
- Zob časa (minljivost)
- ki je posušil že toliko solz (odpravitev bolečine)
- bo tudi te rane zrasel s travo (utolažitev žalosti)

Kar bi lahko izrazili tudi z naslednjimi besedami: Minljivost, ki je odpravila že toliko boli, bo utolažila tudi to žalost.
Podobna primera sta tudi: uvela luč, nebo se je zagugalo.  
2. primer
Pri naslednjem primeru pa gre za nizanje besed (pojmov) brez jasno razvidnega skupnega smotra, npr.:
kje je zadruga šumela

tu med četami devic

drozgi vrtnice flanela

v lesku strun na strunah lic
— —Jesih: Uran v urinu, gospodar!
Zadruga in šumenje sta v medsebojni pomenski nezvezi, skupaj pa enako nepodobni četam devic, drozgom, flaneli in lesketu strun. Izrazni postopek je nasproten primerjanju; medtem ko gre tam za druženje besed glede na sorodne lastnosti, gre tu za druženje besed, ki so si po pomenskih lastnostih kolikor mogoče narazen; učinek je po navadi komičen.
Usoda katahreze je, da izgine, ko je uspešna oz. ko jo govorci ponotranjijo.